# Matthew Talbot Baines
Matthew Talbot Baines (17 février 1799-22 janvier 1860) est un avocat britannique et homme politique libéral. Il est notamment Chancelier du duché de Lancastre dans l'administration de Lord Palmerston de 1855 à 1858. 

## Jeunesse et éducation
Né à Leeds, dans le Yorkshire, Baines est le fils aîné d'Edward Baines (1774-1848) (en), journaliste réputé et homme politique, et de Charlotte, fille de Matthew Talbot. Il est le frère aîné d'Edward Baines. Il fait ses études à la Richmond School et au Trinity College de Cambridge, où il obtient son diplôme en 1820.

## Carrière juridique et politique
Il est admis au barreau en 1825 et construit une pratique juridique importante. En 1837, il est nommé greffier de Kingston upon Hull et, en 1841, il devient conseiller de la reine. Il se tourne vers la politique et est élu au Parlement pour Kingston upon Hull en 1847, un siège qu'il occupe jusqu'en 1852, et représente ensuite Leeds jusqu'en 1859. Deux ans seulement après son entrée à la Chambre des communes, il est nommé président du Poor Law Board dans l'administration whig de Lord John Russell. En juillet 1849, il est également admis au Conseil privé. Les libéraux quittent le pouvoir en février 1852, mais en décembre de la même année, il est de nouveau nommé président du Poor Law Board, cette fois dans le gouvernement de coalition dirigé par Lord Aberdeen. 
Baines reste à la tête du Poor Law Board lorsque Lord Palmerston devient Premier ministre en février 1855. En décembre 1855, il est nommé Chancelier du duché de Lancastre avec un siège au cabinet. Il resta à ce poste jusqu'à ce que les libéraux perdent le pouvoir en 1858. Baines est également sous-lieutenant du West Riding of Yorkshire et du Lancashire. Il se retire de la vie publique en avril 1859 pour mauvaise santé. 

## Vie privée
En 1833, il épouse la fille unique de Lazarus Threlfall. Il est décédé en janvier 1860, à l'âge de 60 ans. 